# Машала
Машала (арап. مَا شَاءَ ٱللَّٰهُ []), у оригиналу значи „Божија воља”, је реч која се изговара када се деси или види нешто лепо и функција јој је да буде против урока. Користи се највише у Босни док се у Србији каже „да не чује зло”. 